# Cajueiro-bravo-do-campo

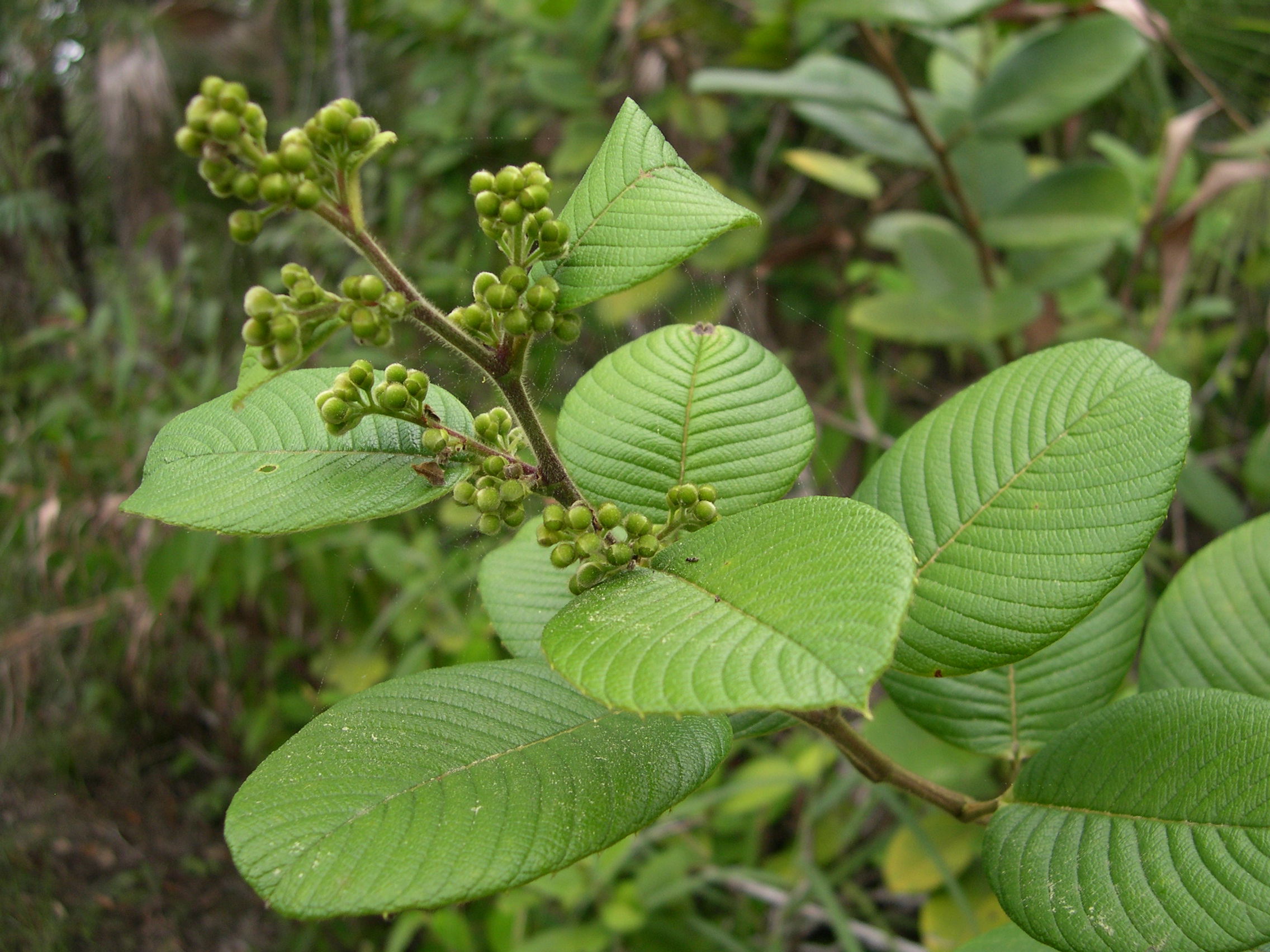
Curatella americana

Curatella americana, conhecido popularmente como sambaíba-de-minas-gerais, sambaíba, sambaíba-do-rio-são-francisco, caimbé, lixeira, cajueiro-bravo, cajueiro-bravo-do-campo, cajueiro-do-mato, cambarba, craibeira, penteeira, sobro e marajoara, é uma árvore ou arbusto tortuoso da família das dileniáceas. Mede de 1 a 12 metros de altura. Sua folha é tão dura e áspera que parece lixa - pelo que é também conhecida como "lixeira".

## Etimologia
"Sambaíba" procede do tupi sãba'iwa "Caimbé" procede do tupi kaim'bé, "erva rasteira"

## Ocorrência
Frequente em cerrados, cerradões e capões, onde forma o "lixeiral".

## Distribuição
Espécie amazônica de grande dispersão. É encontrada do México a São Paulo.

## Utilização
O fruto serve de alimento para aves. É importante para a apicultura. Sua madeira é pesada e compacta, ideal para marcenaria, lenha e carvão. A casca pode ser usada para curtir couro. A folha pode ser usada como lixa. Tem propriedades medicinais contra artrite, diabete, pressão alta, e a flor, contra tosse, bronquite e resfriado.